# Sven Voelker
Sven Völker (* 1974 in Coesfeld) ist ein deutscher Künstler, Bilderbuchautor und Grafikdesigner. Er ist Professor für Kommunikationsdesign an der Fachhochschule Potsdam.

## Leben
Völker studierte Grafikdesign an der Hochschule für Künste Bremen und an der Middlesex University in London. 1998 war er Co-Initiator des internationalen Profile Intermedia Medien- und Designfestivals in Bremen. Völker gründete 2003 sein eigenes Studio in Berlin.
Er lehrte zwischen 2004 und 2010 als Professor an der Staatlichen Hochschule für Gestaltung Karlsruhe und war dort Leiter des Fachbereichs Kommunikationsdesign sowie Veranstalter der Design Blast Designkonferenzen. 2010 ging er als Professor an die Burg Giebichenstein Hochschule für Kunst und Design Halle. Seine Lehre und auch die persönlichen Arbeiten beschäftigten sich mit dem Bereich zwischen Design und Kunst.
Seit 2020 ist er Professor für Experiment und Strategie im Kommunikationsdesign an der Fachhochschule Potsdam. Gemeinsam mit seinen Studenten veröffentlicht er seit 2010 das halbjährlich erscheinende Some Magazine. Das Some Book, eine Buchpublikation über grafische Gestaltung zwischen Design und Kunst erschien im Herbst 2013 im Lars Müller Verlag.
Sein Berliner Studio hat unter anderem das weltweite Corporate Design für die Suzuki Motor Corporation gestaltet. Die Tatsache, dass ein sehr kleines Designbüro erfolgreich für einen japanischen Weltkonzern arbeitet, sorgte in der Fachwelt für Aufsehen. Anfang 2010 veröffentlichte er zeitgleich das erste Buch über das Grafikdesign von Rennwagen im Gestalten Verlag und ein weiteres Buch gemeinsam mit dem Philosophen Peter Sloterdijk über Design am Beispiel von Arbeiten seiner Studenten an der Hochschule für Gestaltung mit dem Titel „Der Welt über die Straße helfen“.
Seit 2015 arbeitet Völker als Kinderbuchautor und Illustrator. Ursprünglich für seinen kranken Sohn entstand eine Reihe von Illustrationen zu Stings sprachbilderreichem Song King of Pain. Daraus entwickelte er gemeinsam mit dem New Yorker Musiker das 2015 im NordSüd Verlag erschienene Bilderbuch Da ist ein kleiner schwarzer Fleck auf der Sonne. Der Buchtitel ist die erste Verszeile des Lieds. Die von dem Designer genutzte minimalistische Formensprache beschränkt sich bewusst auf verschieden große Dreiecke und acht Farben.
2019 erschien das Buch A Million Dots im Londoner Cicada Verlag, das von der New York Times zu einem der 10 besten, illustrierten Kinderbücher des Jahres 2019 gewählt und in viele Sprachen übersetzt wurde. Neben seiner Arbeit als Hochschullehrer, Herausgeber und Designer entstanden ab 2010 vermehrt freie, künstlerische Arbeiten.
Sven Voelker lebt in Potsdam.